# Chasteladon
Chasteladon (en francès Châteldon) és un municipi francès situat al departament del Puèi Domat i a la regió d'Alvèrnia-Roine-Alps. L'any 2007 tenia 752 habitants.

## Demografia

### Població
El 2007 la població de fet de Chasteladon era de 752 persones. Hi havia 344 famílies de les quals 120 eren unipersonals (56 homes vivint sols i 64 dones vivint soles), 116 parelles sense fills, 88 parelles amb fills i 20 famílies monoparentals amb fills.
La població ha evolucionat segons el següent gràfic:
Habitants censats

### Habitatges
El 2007 hi havia 589 habitatges, 359 eren l'habitatge principal de la família, 136 eren segones residències i 94 estaven desocupats. 540 eren cases i 44 eren apartaments. Dels 359 habitatges principals, 266 estaven ocupats pels seus propietaris, 83 estaven llogats i ocupats pels llogaters i 10 estaven cedits a títol gratuït; 4 tenien una cambra, 24 en tenien dues, 78 en tenien tres, 113 en tenien quatre i 140 en tenien cinc o més. 221 habitatges disposaven pel capbaix d'una plaça d'estacionament per a l'automòbil. A 154 habitatges hi havia un automòbil i a 149 n'hi havia dos o més.

### Piràmide de població
La piràmide de població per edats i sexe el 2009 era:
| Homes | Edats   | Dones |
| ----- | ------- | ----- |
| 4     | 95 o +  | 0     |
| 0     | 90 a 94 | 4     |
| 8     | 85 a 89 | 16    |
| 4     | 80 a 84 | 8     |
| 28    | 75 a 79 | 24    |
| 16    | 70 a 74 | 32    |
| 20    | 65 a 69 | 40    |
| 20    | 60 a 64 | 32    |
| 24    | 55 a 59 | 24    |
| 32    | 50 a 54 | 16    |
| 16    | 45 a 49 | 28    |
| 28    | 40 a 44 | 24    |
| 28    | 35 a 39 | 12    |
| 36    | 30 a 34 | 24    |
| 20    | 25 a 29 | 32    |
| 20    | 20 a 24 | 24    |
| 12    | 15 a 19 | 8     |
| 24    | 10 a 14 | 16    |
| 20    | 5 a 9   | 8     |
| 0     | 0 a 4   | 20    |

## Economia
El 2007 la població en edat de treballar era de 491 persones, 358 eren actives i 133 eren inactives. De les 358 persones actives 316 estaven ocupades (182 homes i 134 dones) i 42 estaven aturades (16 homes i 26 dones). De les 133 persones inactives 60 eren retirades, 29 estudiaven i 44 eren classificades com a «altres inactius».

### Ingressos
El 2009 a Chasteladon hi havia 360 unitats fiscals que integraven 787 persones, la mediana anual d'ingressos fiscals per persona era de 16.622 €.

### Activitats econòmiques
Dels 33 establiments que hi havia el 2007, 2 eren d'empreses alimentàries, 1 d'una empresa de fabricació d'elements pel transport, 1 d'una empresa de fabricació d'altres productes industrials, 7 d'empreses de construcció, 9 d'empreses de comerç i reparació d'automòbils, 6 d'empreses de transport, 1 d'una empresa d'hostatgeria i restauració, 1 d'una empresa d'informació i comunicació, 1 d'una empresa de serveis, 3 d'entitats de l'administració pública i 1 d'una empresa classificada com a «altres activitats de serveis».
Dels 9 establiments de servei als particulars que hi havia el 2009, 1 era una oficina de correu, 1 taller de reparació d'automòbils i de material agrícola, 1 paleta, 1 guixaire pintor, 1 fusteria, 3 lampisteries i 1 restaurant.
Dels 3 establiments comercials que hi havia el 2009, 1 era una botiga de menys de 120 m², 1 una fleca i 1 una llibreria.
L'any 2000 a Châteldon hi havia 9 explotacions agrícoles que ocupaven un total de 306 hectàrees.

## Equipaments sanitaris i escolars
L'únic equipament sanitari que hi havia el 2009 era una farmàcia.
El 2009 hi havia una escola elemental.

## Poblacions més properes
El següent diagrama mostra les poblacions més properes.

## Personatges il·lustres
- Pierre Laval (1883–1945), polític